# SN 1984T
SN 1984T – niepotwierdzona supernowa odkryta 3 stycznia 1984 roku w galaktyce A055006-2401. W momencie odkrycia miała maksymalną jasność 18,00m.